# Aon (geslacht)
Aon is een geslacht van vlinders van de familie spinneruilen (Erebidae), uit de onderfamilie Catocalinae.

## Soorten
- A. noctuiformis Neumoegen, 1892